# Fritz Rothstein
Fritz Rothstein (* 16. Dezember 1909; † 20. Dezember 1996) war ein deutscher Bauingenieur, Architekt und Denkmalpfleger.

## Leben und Wirken
Nach dem Schulbesuch studierte er und schloss das Studium als Diplom-Ingenieur ab. Danach war er als Architekt und als Redakteur der Fachzeitschrift „Deutsche Architektur“ tätig. Von 1965 bis zum Erreichen des Rentenalters 1974 war er Hauptreferent für Denkmalpflege beim Magistrat von Ost-Berlin. Danach übernahm er mehrere ehrenamtliche Funktionen im Bereich der Denkmalpflege in der Hauptstadt der DDR. Seinen Wohnsitz hatte er u. a. in Oranienburg und Berlin.

## Schriften (Auswahl)
- Die Bauten am Berliner Lindenforum. In: Von Domen, Mühlen und Goldenen Reitern (zusammengestellt von Reimar Gilsenbach und Ursula Zielinski). Sachsenverlag, Dresden 1955, S. 97–102.
- Denkmalpflege und Planung unserer Stadtzentren. In: Märkische Heimat, Jg. 4 (1960), S. 69–81.
- Schöne Plätze : Formenreichtum und Formenwandel eine städtebauliche Aufgabe. Edition Leipzig, Leipzig 1967.
- Farbe im Stadtbild. Das Rathaus in Gera. In: Farbe und Raum (1970), Nr. 12, S. 12–14.
- Ein Baudenkmal der Nachwelt bewahrt. Zum Wiederaufbau des Ermelerhauses in Berlin. In: Bildende Kunst. Jg. 18 (1970), S. 16–19.
- Berlin, das Ermeler-Haus. Seemann, Leipzig 1974.